# Neurois atrovirens
Neurois atrovirens är en fjärilsart som beskrevs av Walker 1865. Neurois atrovirens ingår i släktet Neurois och familjen nattflyn. Inga underarter finns listade i Catalogue of Life.